# Station Tinnoset
Station Tinnoset is een voormalig station in  Tinnoset in de gemeente Notodden in fylke Telemark  in  Noorwegen. Het station werd geopend in 1909. Het stationsgebouw werd ontworpen door Thorvald Astrup.
Tinnoset was het eindpunt van Tinnosbanen. Hier werden de treinen op en af de spoorpont Mæl - Tinnoset gereden om per pont naar Mæl te worden overgezet. Vanaf Mæl liep Rjukanbanen verder naar de fabriek van Norsk Hydro in Vemork De spoorlijnen en het veer waren aangelegd ten behoeve van die fabriek. Toen deze in 1991 werd gesloten betekende dat ook het einde voor de spoorlijnen en voor station Tinnoset. 